# KZ1 (imbarcazione)
KZ1 è stato lo yacht sfidante della America's Cup del 1988 proveniente dalla Nuova Zelanda. Sebbene la sfida fu vista come una provocazione, la barca riportò la Coppa America ai fasti dei grandi yacht di inizio secolo.
Lo skipper di KZ1 era David Barnes e l'equipaggio di 40 persone regatava per il Mercury Bay Boating Club di Whitianga. A KZ1 fu dato il soprannome di Big Boat (grande barca) o Big Beauty (grande bellezza) dal banchiere Michael Fay. Altri, date le dimensioni la rinominarono la portaerei.
In risposta a KZ1 lo skipper statunitense Dennis Conner fece costruire l'ancor più controverso catamarano Stars and Stripes. Conner vinse la regata sia in acqua che nelle corti giudiziarie.
KZ1 è ora esposta nel museo navale di Auckland.

## Specifiche

### Caratteristiche generali
- Equipaggio: da 30 a 40
- Lunghezza (fuori tutto): 36.57 m
- Lunghezza (linea di galleggiamento): 27.43 m
- Boma: 8.07 m
- Draft: 6.40 m (21 ft)
- Superficie velica (sopravvento): 627 m²
- Superficie velica (sottovento): 1600 m²
- Altezza albero: 46.78 m
- Dislocamento: 39 tonnellate
- Chiglia: fibra di carbonio, Kevlar/Nomex